# Paulo Bento
Paulo Bento é um município do estado brasileiro do Rio Grande do Sul.
Sua população estimada em 2022 era de 2.144 habitantes. Pertence à Mesorregião do Noroeste Rio-Grandense e à Microrregião de Erechim.

## História
O nome de Paulo Bento deve sua origem aos Irmãos Bento e Souza, família que se estabeleceu em uma área de terra que abrangia desde o Rio Cravo ao campo Erechim, por volta de 1890. Posteriormente, João Barbosa adquiriu as terras que vão desde a posse dos Bentos até a divisa com Barão de Cotegipe, onde se instalaram os primeiros imigrantes alemães. Em 1928, a vila foi planejada pelo topógrafo Oscar César com ruas largas, 12 quarteirões e 26 chácaras.

## Galeria de fotos

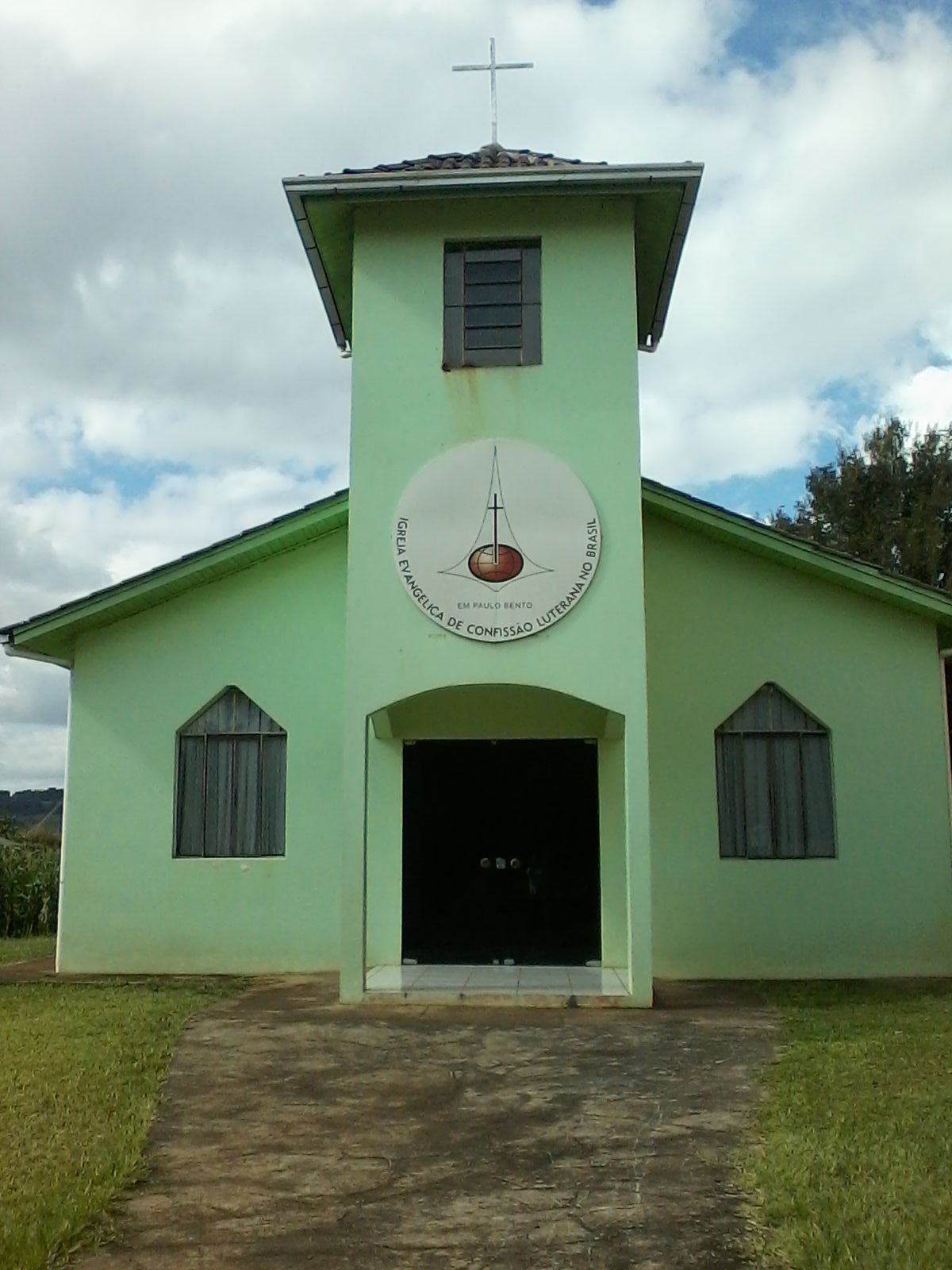
Igreja Luterana de Paulo Bento
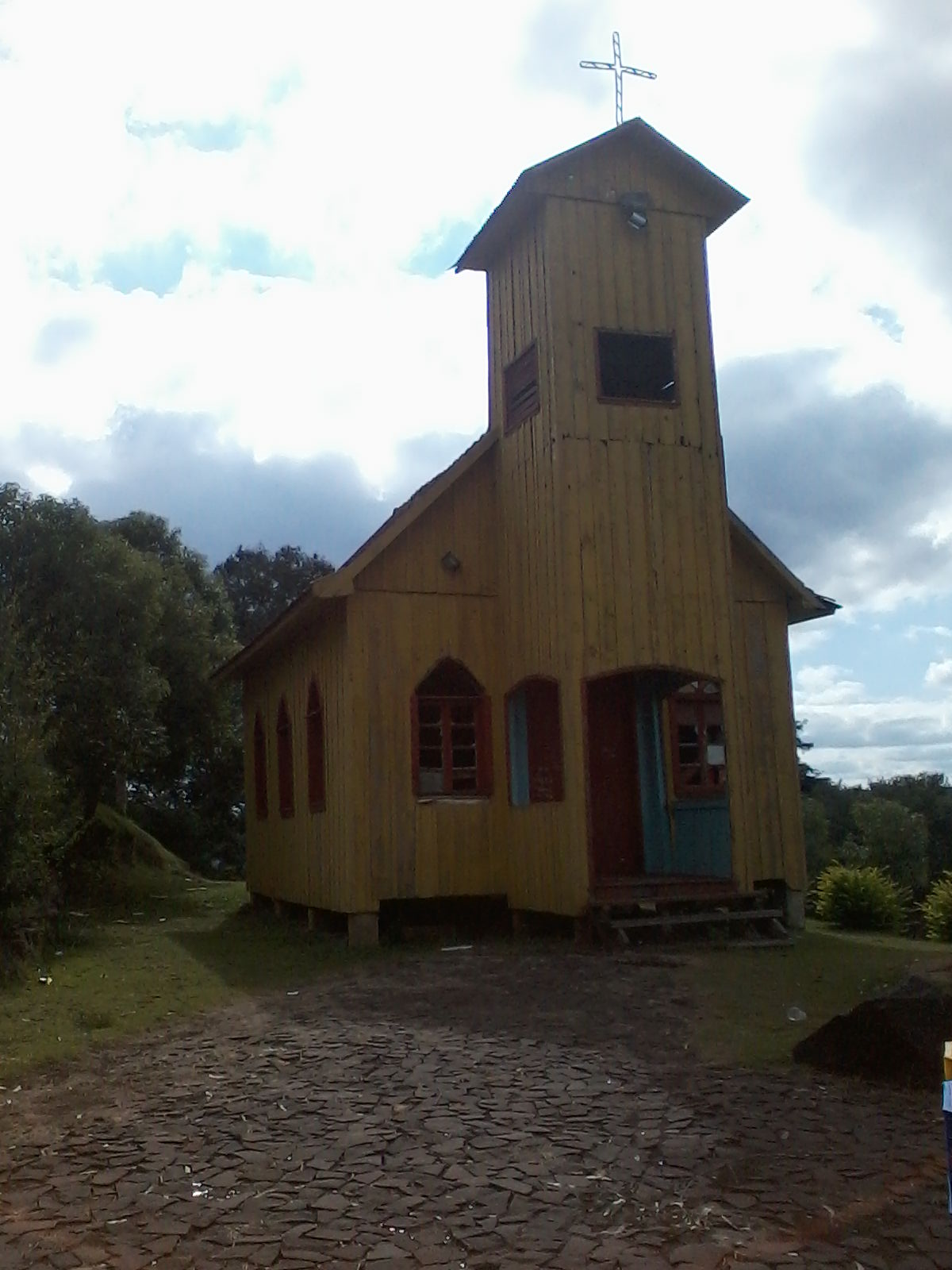
Museu de Paulo Bento
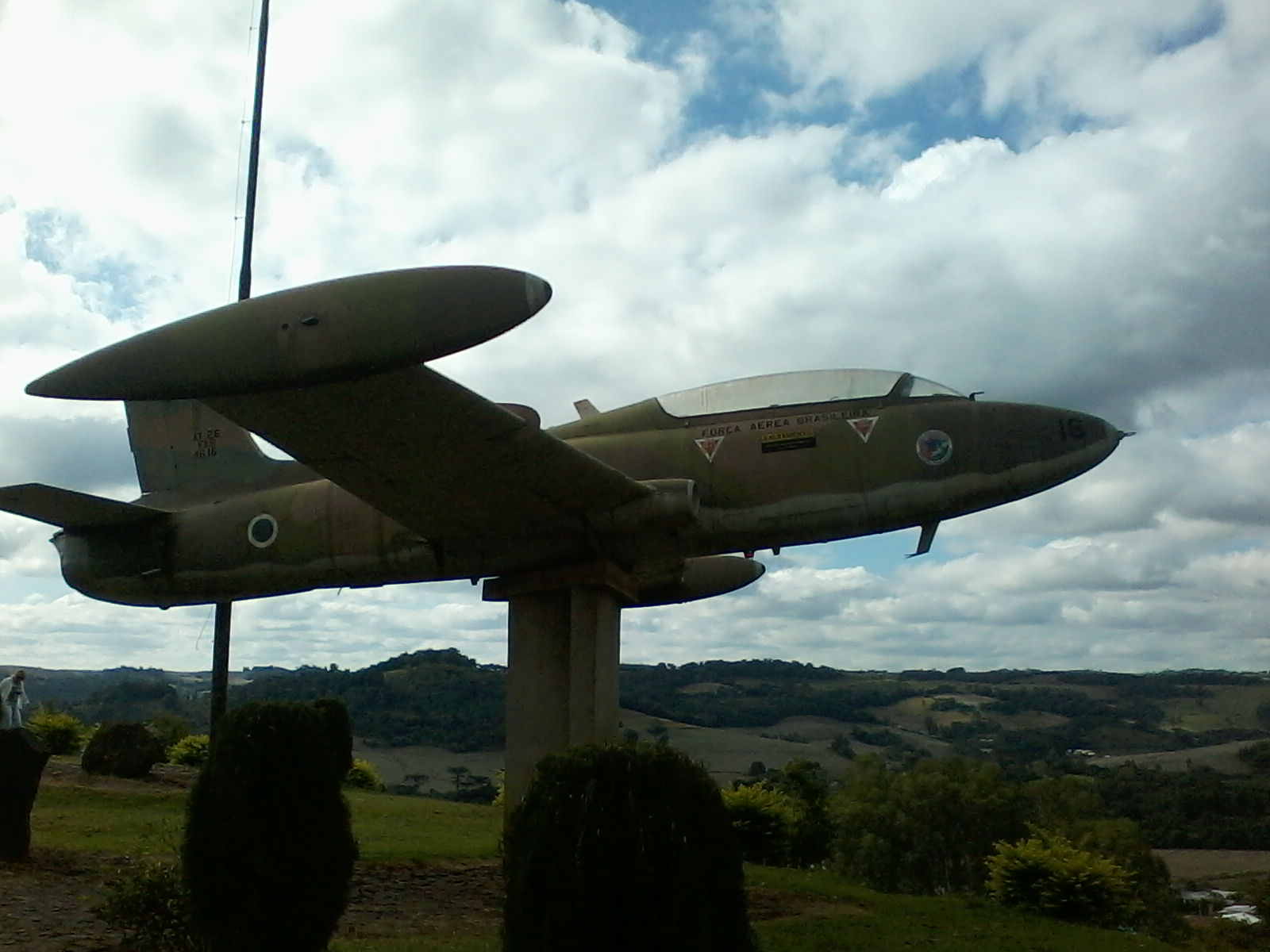
Avião da FAB exposto defronte ao museu de Paulo Bento
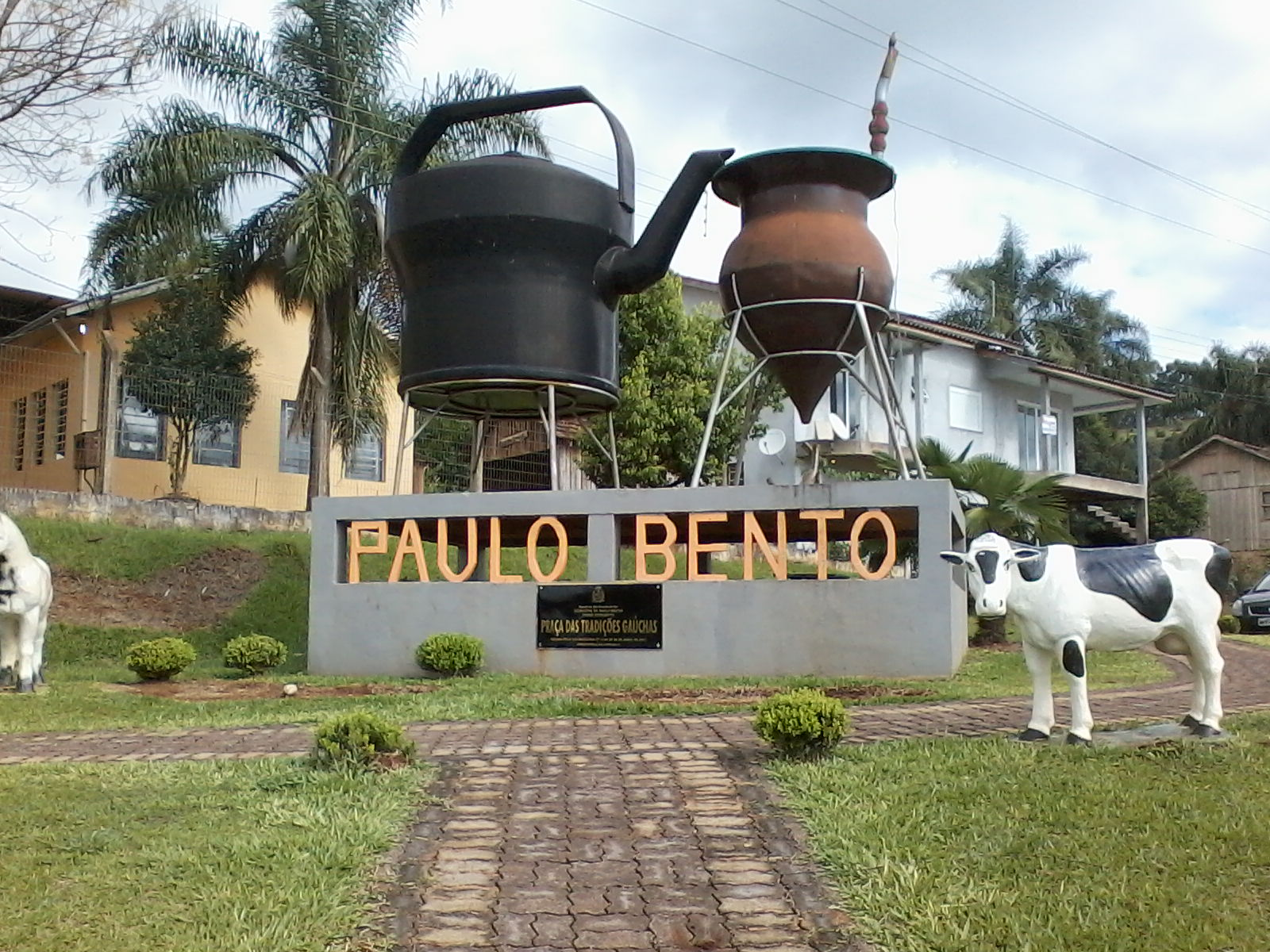
Praça das Tradições Gaúchas
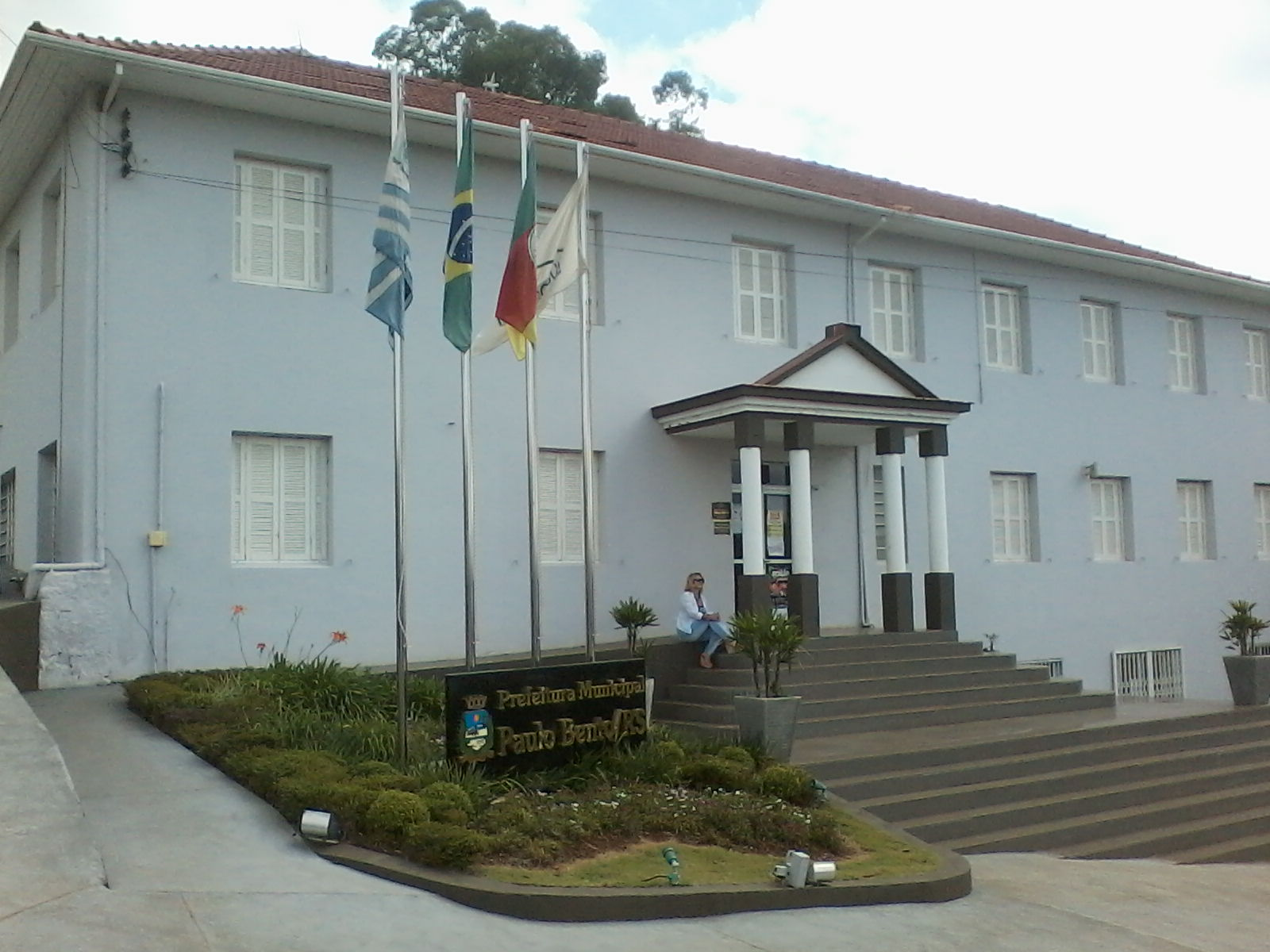
Prefeitura Municipal de Paulo Bento